# Cheongnyangni-dong
Cheongnyangni-dong (koreanska: 청량리동) är en stadsdel i Sydkoreas huvudstad Seoul. Den ligger i den nordöstra delen av staden i stadsdistriktet Dongdaemun-gu.